# Temnocerus nanus
Temnocerus nanus is een keversoort uit de familie Rhynchitidae. De wetenschappelijke naam van de soort is voor het eerst geldig gepubliceerd in 1792 door Paykull.

## Kenmerken
Het is een kleine kever met een lichaamslengte van 2 tot 2,8 millimeter. Het is donkerblauw van kleur en heeft een wat metaalachtige glans. De bovenkant is bedekt met kort, dicht op elkaar liggend zwart haar dat onopvallend is, waardoor het op het eerste gezicht kaal lijkt. De soort heeft relatief smalle, evenwijdige dekschilden, die aanzienlijk breder zijn dan het zijdelings afgeronde halsschild. De dekschilden dragen duidelijk groefvormige verdiepte puntstrepen, met een extra, verkorte streep die helemaal aan de voorkant naast de naad is gevormd (algemeen kenmerk). De kop (inclusief de ogen) is ongeveer even breed als de voorkant van het halsschild. Het hoofd heeft afgeronde slapen, maar is niet ingesnoerd zoals een nek. De proboscis is licht gebogen en korter bij mannetjes, iets langer dan het pronotum bij vrouwtjes, het is in vergelijking korter dan bij Temnocerus longiceps. In tegenstelling tot Temnocerus tomentosus heeft het voorste scheenbeen geen ruggengraat aan het uiteinde. De soorten van het geslacht zijn moeilijk te onderscheiden en worden vaak verward. B

## Levenswijze
De soort leeft op loofbomen van de geslachten berk (Betula, wilg (Salix; zowel smal- als breedbladige soorten) en els (Alnus). De vrouwtjes leggen eieren in de toppen van de scheutuiteinden, meestal één ei per knop. Hiervoor knaagt hij aan een eierkamer, die na het leggen van de eieren weer wordt afgesloten met een prop voedselresten. Na het leggen van de eieren wordt de jonge scheut eronder opgegeten zodat deze verdort en afbreekt, maar blijft meestal aan de boom plakken. De larve ontwikkelt zich in de verwelkende knop. De afgewerkte larve overwintert in de knop. Ze valt uiteindelijk op de grond en graaft een poppenkamer in de grond. In het voorjaar verpopt hij zich tot een jonge kever. Volwassen kevers kunnen worden waargenomen van mei tot midzomer (begin augustus). Ze eten gaatjes in jonge bladeren (ruitschade).

## Verspreiding
De soort komt in heel Europa voor, van Noorwegen tot het Middellandse Zeegebied (waar hij zeldzaam is), ook in Noord-Afrika ten noorden van de Sahara, Klein-Azië, Zuid-Siberië en Centraal-Azië (Kazachstan). Er wordt gezegd dat het hier de voorkeur geeft aan koele, vochtige habitats zonder er strikt aan gebonden te zijn.